# Hoban Cup
La Hoban Cup è una competizione goistica internazionale a squadre femminile, organizzata dalla federazione sudcoreana, sponsorizzata dalla Hoban Constructions.
Alla competizione partecipano le squadre selezionate dalla federazione sudcoreana, da quella cinese e da quella giapponese, ciascuna composta da cinque goiste professioniste.
Il formato è del tipo vinci-e-continua, simile alla Nongshim Cup.

## Prima edizione

### Partecipanti
Alla competizione partecipano tre squadre nazionali, ciascuna composta da cinque goisti professionisti:
 Corea del Sud
Choi Jung 9d , O Yu-jin 9d , Kim Jae-young 7d, Heo Seo-hyun 3d, Lee Sul-joo 1d;
 Cina
Yu Zhiying 7d, Lu Minquan 6d, Zhou Hongyu 6d, Li He 5d, Wu Yiming 3d;
 Giappone
Fujisawa Rina 5d, Ueno Asami 4d, Suzuki Ayumi 7d, Xie Yimin 7d, Nakamura Sumire 2d.

### Svolgimento
La competizione si svolge secondo il formato vinci-e-continua: si affrontano i primi due goisti, il perdente esce dalla competizione, il vincitore continua ad affrontare gli avversari finché non viene sconfitto a sua volta; la squadra che elimina tutti gli avversari vince.
Per il formato della competizione, si possono disputare al massimo 14 incontri: i primi sette incontri sono stati disputati a maggio 2022, mentre gli ultimi sette incontri sono stati programmati per ottobre dello stesso anno.
| Data            | Vincitore        | Risultato | Sconfitto          |
| --------------- | ---------------- | --------- | ------------------ |
| 22 maggio 2022  | Wu Yiming 3d     | B+R       | Nakamura Sumire 2d |
| 23 maggio 2022  | Wu Yiming 3d     | N+R       | Lee Sul-joo 1d     |
| 24 maggio 2022  | Wu Yiming 3d     | N+11,5    | Suzuki Ayumi 7d    |
| 25 maggio 2022  | Wu Yiming 3d     | N+R       | Heo Seo-hyun 3d    |
| 26 maggio 2022  | Wu Yiming 3d     | N+R       | Xie Yimin 7d       |
| 27 maggio 2022  | Kim Jae-young 7d | B+R       | Wu Yiming 3d       |
| 28 maggio 2022  | Fujisawa Rina 5d | N+R       | Kim Jae-young 7d   |
| 15 ottobre 2022 | Li He 5d         | N+R       | Fujisawa Rina 5d   |
| 16 ottobre 2022 | Li He 5d         | B+R       | O Yu-jin 9d        |
| 17 ottobre 2022 | Ueno Asami 4d    | N+R       | Li He 5d           |
| 18 ottobre 2022 | Ueno Asami 4d    | B+R       | Choi Jung 9d       |
| 19 ottobre 2022 | Ueno Asami 4d    | B+R       | Lu Minquan 6d      |
| 20 ottobre 2022 | Zhou Hongyu 6d   | N+R       | Ueno Asami 4d      |
| 21 ottobre 2022 |                  |           |                    |

Il titolo è stato quindi vinto dalla squadra cinese (8-3), secondo posto alla squadra giapponese (4-5), terzo alla squadra sudcoreana (1-5).